# نبي وند (مقاطعة دلفان)
نبي وند (بالفارسية: نبی وند) هي قرية تقع في قسم نورعلي الريفي (مقاطعة دلفان) في إيران. يقدر عدد سكانها بـ 255 نسمة بحسب إحصاء 2016.